# 하베나리올
하베나리올(영어: habenariol)은 반수생 난초인 하베나리아 레펜스(Habenaria repens)에서 발견되는 페놀 화합물이다. 하베나리올은 민물가재인 미국가재(Procambarus clarkii)에 대한 먹이 억제제 역할을 한다.

## 같이 보기
- 가스트로디게닌 – 다른 난초류에서 발견되는 페놀 화합물